# Louis Aubert (peintre)
Pour les articles homonymes, voir Aubert et Louis Aubert.
Louis Aubert, dit le fils, est un compositeur et peintre français, né à Paris le 15 mai 1720, où il est mort le 3 septembre 1785, actif de 1740 à 1780.

## Biographie
Louis Aubert est le fils de Jacques Aubert, compositeur et violoniste, et de Marie-Louise Lecat. Il est le frère de Jean-Louis Aubert fabuliste, poète, journaliste et critique français. Jacques, un autre de ses frères, prit probablement la succession de son père comme violoniste en 1746.

## Œuvres

### Instrumentale
- Sonates à Violon seul avec la Basse continue, 1750
- Six Symphonies à quatre, trois Violons obligés, avec Basse continue, 1758[4]

### Peintures et dessins
- La Leçon de lecture, huile sur bois, 323 x 227 mm, 1740, Amiens, musée de Picardie[5] ;
- Intérieur avec jeune femme pelotant la laine, crayon graphite, pierre noire, sanguine et craie de couleur, plume et encre grise, 315 x 226 mm, 1746, Rijksmuseum Amsterdam[6] ;
- Mère et sa fille, 1749, pierre noire, rehauts de craie blanche et de crayons de couleur, 38.5 x 27.5 cm, musée du Louvre[3] ; don de M. et Mme Guy Ladrière.
- La Punition du chat, (pendant de Mère et sa fille), 1749, pierre noire, rehauts de craie blanche et de crayons de couleur,   38.5 x 27.5 cm, musée du Louvre[3] don de M. et Mme Guy Ladrière ;
- Les Deux Artistes, 1747, Albertina, Vienne[7] ;
- La Visionneuse, Albertina, Vienne[3].